# Алесандро Флоренци
Алесандро Флоренци (итал. Alessandro Florenzi; Рим, 11. март 1991) — италијански фудбалер који игра на позицији десног бека. Тренутно наступа за Милан и репрезентацију Италије.
Продукт је омладинске школе Роме за коју је дебитовао 2011. године. Током боравка у клубу одиграо је преко 250 утакмица у свим такмичењима, а поред тога је био на три позајмице.
Био је у саставу Италије на два Европска првенства укључујући 2020. када је освојио турнир.

## Трофеји

### Клупски
Париз Сен Жермен
- Куп Француске: 2020/21.
- Суперкуп Француске: 2020.

Милан
- Серија А: 2021/22.

### Репрезентативни
Италија
- Европско првенство: 2020.